# Dozer
I Dozer sono un gruppo stoner rock originario della Svezia, formatosi nel 1995 a Borlänge. La formazione originale comprendeva: Fredrik Nordin (voce, chitarra ritmica), Tommi Holappa (chitarra solista), Johan Rockner (basso) e Daniel Lidén (batteria), sostituito all'inizio del 2006 da Olle "Bull" Mårthans.

## Storia del gruppo
I Dozer si formano nel 1995, e dopo aver suonato ed aver fatto da supporto ai gruppi principalmente nei locali della loro città e dintorni, nel 1998 pubblicano uno split singolo insieme ai Demon Cleaner, che ottiene il riconoscimento come singolo della settimana dalla rivista Kerrang!. Dopo altri 2 split singoli con i Demon Cleaner, pubblicano nel 1999 lo split EP Coming Down The Mountain con gli Unida di John Garcia (ex Kyuss e Slo Burn). Dopo aver inviato un demo alla casa discografica Man's Ruin Records, il proprietario Frank Kozik li contatta per metterli sotto contratto e registrare il loro primo album. In the Tail of a Comet viene pubblicato nel 2000, e nonostante per realizzarlo siano stati spesi solo 500 dollari, il disco riscuote un buon successo.
Il secondo album, Madre de Dios, viene pubblicato nel 2001 sempre dalla Man's Ruin. La casa discografica però chiuse subito dopo (esattamente nel 2002). I Dozer fondarono quindi la propria casa discografica, la Molten Universe, con la quale pubblicheranno nel 2003 il terzo album, Call it Conspiracy, con la produzione di Chips K, produttore anche dei conterranei Hellacopters.
Nel 2005 pubblicano il loro quarto album, Through the Eyes of Heathens, con etichetta Small Stone Records. Anche questo album, come i precedenti, riscuote buone critiche dalle riviste specializzate e dai fan. Nel febbraio del 2006 il batterista Daniel Lidén lascia il gruppo per motivi personali, e viene sostituito da Olle "Bull" Mårthans.
Nel 2009 pubblicano il loro quinto album Beyond Colossal, che a detta delle varie riviste è proprio l'album della maturazione per i Dozer.
A partire da settembre 2009 si sono praticamente sciolti, anche se sul sito di ufficiale scioglimento non se ne parla.
Più che di scioglimento si parla infatti di pausa indeterminata così come recita il post lasciato da Fredrik il 7 settembre 2009:
Howdy Folks, Well I don't know where to start really. But the story's like this… I just started school, for the third time. I know we had an upcoming tour in England (and shows in Holland, Belgium and Greece). But the tour and school collided in a such bad way, that I won't be able to do the tour. Seeing this might be my last chance at an education, I just can't give it up. So what that means in short…We've decided to take a break for an indefinite period of time. On the 13th of November we have a gig in our hometown. If it will be the last gig? Only time will tell. But we're pretty confident that it won't be…
Il chitarrista Tommi Holappa nel frattempo ha suonato con Greenleaf, ultimo album: Agents of Ahriman, gruppo nel quale militano anche alcuni membri dei Truckfighters, con i quali sono andati in tour in Gran Bretagna nel 2009 (prima di fermarsi).
Il suono del gruppo è inquadrato nel genere stoner, e si è evoluto dall'heavy rock degli inizi ad un suono sempre heavy con l'introduzione di maggiore melodia all'interno dei brani. Il gruppo è apprezzato ed ha un buon seguito nelle performance live, avendo suonato in paesi come l'Europa, gli Stati Uniti, il Canada, l'Australia ed anche l'Islanda. Hanno anche fatto da supporto a gruppi come Mastodon, Rollins Band, Hellacopters, Spiritual Beggars, Clutch, Unida, Zeke, Nebula, Entombed e molti altri.

## Formazione

### Formazione attuale
- Fredrik Nordin - voce, chitarra ritmica
- Tommi Holappa - chitarra solista
- Johan Rockner - basso
- Olle "Bull" Mårthans - batteria

### Ex componenti
- Daniel Lidén - batteria

## Discografia

### Album in studio
- 2000 - In the Tail of a Comet
- 2001 - Madre de Dios
- 2003 - Call it Conspiracy
- 2006 - Through the Eyes of Heathens
- 2008 - Beyond Colossal
- 2023 - Drifting in the Endless Void

### Singoli
- 2000 - The Phantom
- 2002 - Day of the Rope
- 2003 - Rising
- 2013 - Vultures

### Split
- 1998 - Dozer vs. Demon Cleaner (con i Demon Cleaner)
- 1999 - Dozer vs. Demon Cleaner: Hawaiian Cottage (con i Demon Cleaner)
- 1999 - Demon Cleaner vs. Dozer: Domestic Dudes (con i Demon Cleaner)
- 1999 - Coming Down The Mountain (con gli Unida)
- 2002 - Sonic Reducer (con i Natas)
- 2004 - Star by Star (con i Giants of Science)